# Tríade diminuta

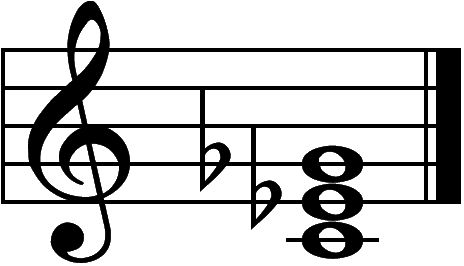
Exemplo de tríade diminuta

A tríade diminuta é formada pela nota fundamental, pela terça menor (1,5 tons da fundamental) e pela 5a diminuta (3 tons da fundamental), e consiste no empilhamento de duas terças menores (3a menor + 3a menor).  Pode ser representado pelos símbolos  "dim", "o", "m♭5", or "MI(♭5)".
Por exemplo, a tríade diminuta em Dó é Dó - Mi♭♭ - Sol♭:
A reprodução de áudio não é suportada no seu ''browser''. Você pode descarregar o ficheiro de áudio.